# Ezechiele (nome)
Ezechiele  è un nome proprio di persona italiano maschile.

## Varianti
- Maschili: Ezechiello[1]
- Femminili: Ezechiela, Ezechiella[1]

### Varianti in altre lingue
- Asturiano: Zaquiel[3]
- Basco: Ezekel[3]
- Catalano: Ezequiel[3]
- Ebraico: יחזקאל (Y'ḥezqēl, Yechezkel, Yehezqel)[4][5]
- Finlandese: Hesekiel[4]
- Galiziano: Ezequiel[3]
- Greco biblico: Ιεζεκιηλ (Iezekiel)[4][5]
- Inglese: Ezekiel[4]
  - Ipocoristici: Zeke[4]
- Latino ecclesiastico: Ezechiel[1][4][5], Hiezecihel[4]
- Portoghese: Ezequiel[4]
- Spagnolo: Ezequiel[3][4]
- Yiddish: הַשְׂכֵּל (Haskel), חַצְקֶעל (Chatzkel)[4]

## Origine e diffusione

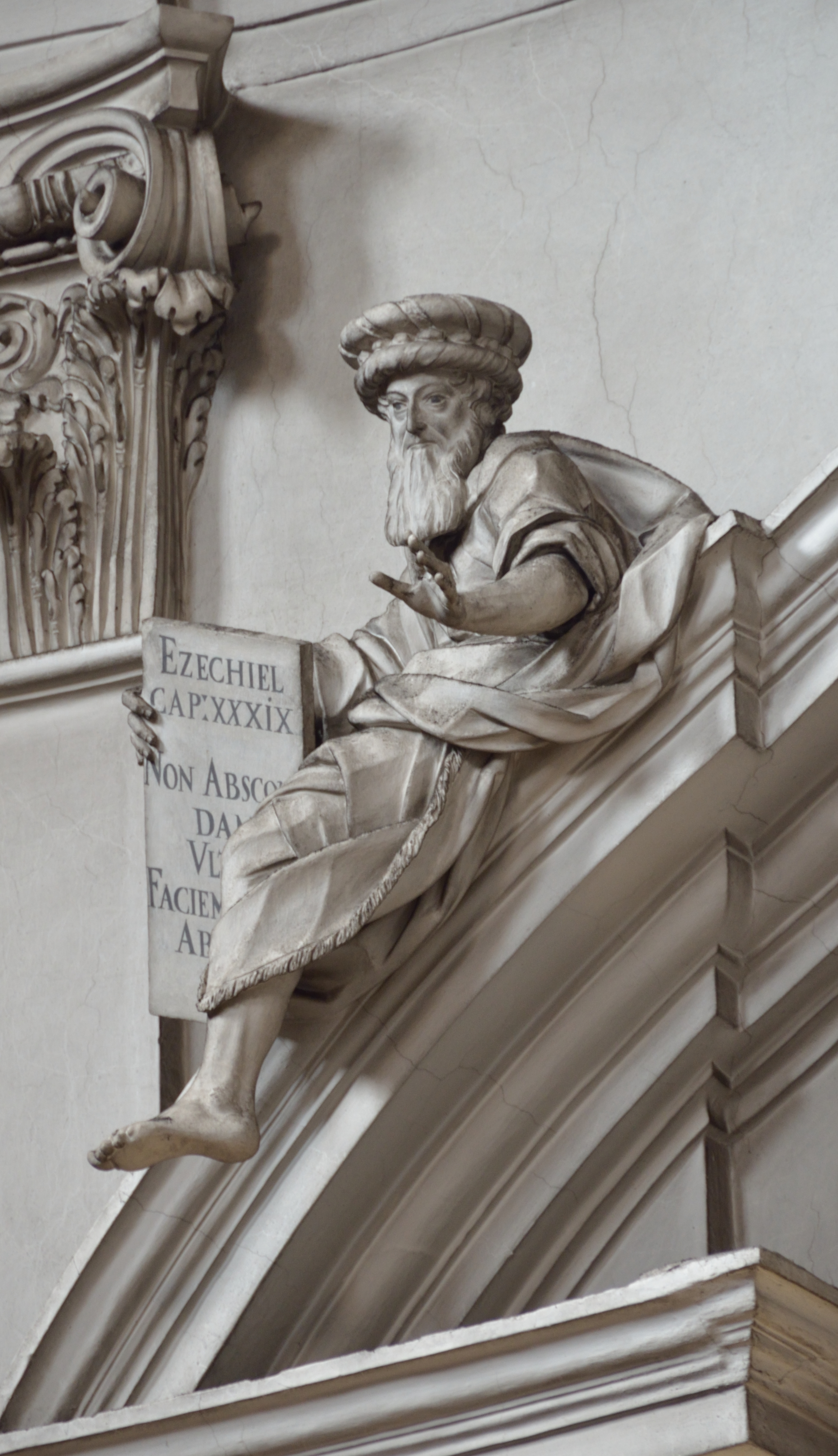
Statua di Ezechiele sulla chiesa dei Serviti di Vienna

Deriva dall'ebraico  יחזקאל (Y'ḥezqēl), adattato in greco come Ἰεζεκιήλ (Iezekiḗl) e in latino come Ezechiel; è formato dalle radici hazaq ("rafforzare", "essere forte") ed El ("Dio"), e il significato può essere interpretato come "Dio rafforza/rafforzerà" o "Dio è la mia forza". È quasi identico per etimologia al nome Ezechia, da cui si discosta solo per il modo con cui è chiamato Dio (El in uno, Yahweh nell'altro), che è poi la stessa differenza che intercorre tra Michele e Michea e Uriele e Uria.
Nome di tradizione biblica, viene portato da uno dei maggiori profeti dell'Antico Testamento, Ezechiele, autore del libro omonimo. In Italia è raro, e negli anni 1970 se ne contavano circa 500 occorrenze, più qualche decina delle varianti, accentrate in Lombardia e nella provincia di Modena. Nei paesi anglofoni è entrato nell'uso con la Riforma protestante.

## Onomastico
L'onomastico viene festeggiato il 23 luglio (precedentemente il 10 aprile) in ricordo di sant'Ezechiele, terzo grande profeta d'Israele. 
Si ricorda con questo nome anche sant'Ezequiel Moreno, religioso spagnolo, vescovo di Pasto, commemorato il 19 agosto, e il beato Ezechiele Huerta Gutiérrez, martire a Guadalajara con il fratello Salvatore.

## Persone
- Ezechiele, patriarca della Chiesa d'Oriente
- Ezechiele Acerbi, pittore italiano
- Ezechiele Huerta Gutiérrez, organista messicano
- Ezechiele Leandro, pittore, scultore e poeta italiano
- Ezechiele Ramin, presbitero e religioso italiano

### Variante Ezequiel

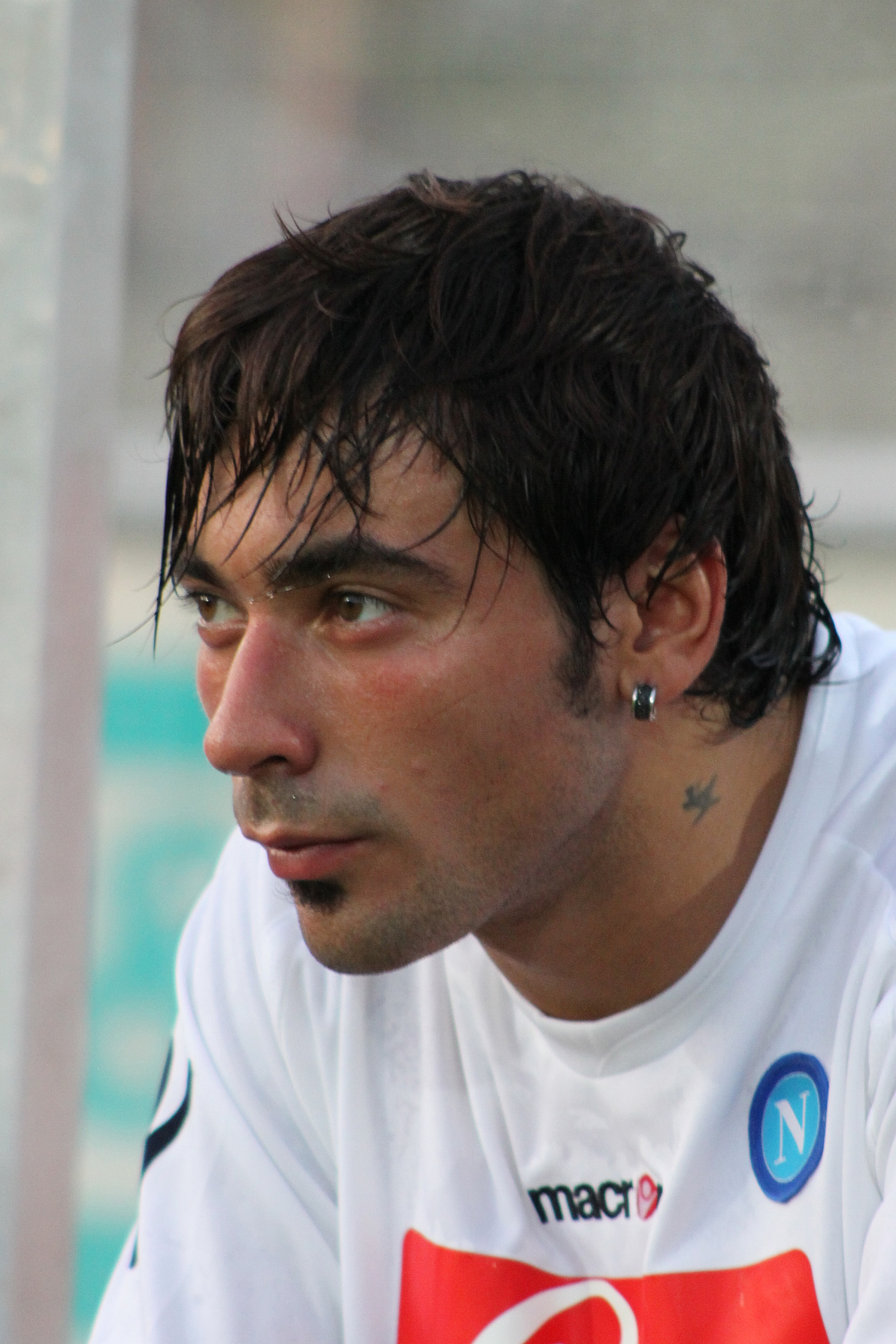
Ezequiel Lavezzi

- Ezequiel Carboni, dirigente sportivo, allenatore di calcio ed ex calciatore argentino
- Ezequiel Cruz, pallavolista portoricano
- Ezequiel Garay, calciatore argentino
- Ezequiel Lavezzi, calciatore argentino
- Ezequiel Moreno, vescovo cattolico spagnolo
- Ezequiel Mosquera, ciclista su strada spagnolo
- Ezequiel Muñoz, calciatore argentino
- Ezequiel Padilla Peñaloza, politico, diplomatico, avvocato e scrittore messicano
- Ezequiel Ponce, calciatore argentino
- Ezequiel Schelotto, calciatore argentino naturalizzato italiano

### Altre varianti
- Yechezkel Chazom, calciatore israeliano
- Ezekiel Kemboi, siepista keniota
- Ezekiel Mphahlele, scrittore sudafricano

## Il nome nelle arti
- Ezekiel, personaggio della serie animata A tutto reality.
- Ezekiel, personaggio dei fumetti Marvel Comics.
- Ezechiele Lupo, personaggio di Disney.
- Ezechiele Zick è il protagonista della serie a fumetti e animata Monster Allergy.
- Zeke Kelso, personaggio del film F.B.I. - Operazione gatto interpretato da Dean Jones.